# Elbert County (Colorado)
Elbert County je okres ve státě Colorado v USA. K roku 2000 zde žilo 19 872 obyvatel. Správním městem okresu je Kiowa. Celková rozloha okresu činí 4 794 km².